# Hippomonavella pellucidula
Hippomonavella pellucidula är en mossdjursart som beskrevs av Hayward och Ryland 1991. Hippomonavella pellucidula ingår i släktet Hippomonavella och familjen Bitectiporidae. Inga underarter finns listade i Catalogue of Life.